# Okrouhlá u Nového Boru
Okrouhlá (deutsch Schaiba) ist eine Gemeinde des Okres Česká Lípa in der Region Liberec im Norden der Tschechischen Republik. Sie liegt am nördlichen Zipfel des Böhmischen Mittelgebirges. Die benachbarte Stadt Nový Bor (Haida) ist nur einen Kilometer entfernt.

## Geschichte
Der Ort entstand während der zweiten Kolonisation am Anfang des 16. Jahrhunderts. Die erste schriftliche Erwähnung als „Dorf und Wald namens Scheibe“ stammt aus dem Jahre 1543. Scheibe gehörte zur Herrschaft Neuschloss; Besitzer waren Anna von Salhausen und danach die Herren von Wartenberg und Albrecht von Waldstein. Schließlich fiel der Ort an die Herren von Kaunitz. Verwaltungstechnisch bildete Schaiba ab der Mitte des 19. Jahrhunderts eine Gemeinde im Gerichtsbezirk Haida bzw. im Bezirk Böhmisch Leipa.
Die Herstellung und Veredelung von Glas sind für den Ort zum traditionellen Ausfuhrartikel geworden. Der Unternehmer Karl Meltzer, Besitzer der Malerwerkstatt und Hersteller von Kirchenfenstern, errichtete im Jahre 1893 ein kurioses pseudogotisches Gebäude. Es hat die Gestalt eines sechseckigen Objekts aus Sandsteinquadern mit Stützsäulen, gebrochenen Fenstern und niedrigem Dach und diente als Musterschaustelle seines Betriebs. Die Säulen sind mit allegorischen Statuen geziert, deren Motive Industrie und Wirtschaft darstellen.

## Im Ort geborene Persönlichkeiten
- Wilfried Lumpe (1935–2018), deutscher Gebrauchsgrafiker